# 于兵 (1964年4月)
于兵（1964年4月—），男，汉族，中华人民共和国画家，吉林省长春市聋人协会副主席、吉林艺术学院美术师，第十一届全国政协委员。

## 生平
2008年，当选第十一届全国政协委员，代表社会福利和社会保障界，分入第四十八组。